# Lost Girls and Love Hotels
Lost Girls and Love Hotels ist ein US-amerikanisches Filmdrama aus dem Jahr 2020. Regie führte William Olsson, das Drehbuch schrieb Catherine Hanrahan, basierend auf ihrem gleichnamigen Roman. Die Hauptrollen übernahmen Alexandra Daddario, Carice van Houten und Takehiro Hira.

## Handlung
In Tokio ist es noch dunkel, als sich die Englischlehrerin Margaret auf dem Weg zur Arbeit befindet. In einem dunklen Tunnel folgt ihr scheinbar ein Mann, sie bleibt stehen, steckt sich eine Zigarette in den Mund und sucht in ihren Taschen nach einem Feuerzeug. Der Mann nähert sich ihr und bietet Feuer an, daraufhin fragt sie ihn: „Nimmst du mich mit in ein Love Hotel?“ Der Mann lächelt, bejaht ihre Fragen, entfernt sich dann aber. Margaret lebt in Tokio, arbeitet in einer japanischen Flugschule, in der sie angehenden Flugbegleiterinnen beibringt, wie man Englisch richtig ausspricht. Die Abende verbringt Margaret mit ihren Freunden Ines und Liam in einer Stammkneipe, ab und an sucht sie in den zahlreichen Liebeshotels der Stadt nach sexuellen Abenteuern mit beliebigen Männern, die sie mit einem Gürtel würgen sollen, wozu aber nicht jeder bereit ist.
Eines Tages lernt sie Kazu, einen geheimnisvollen Mann, kennen, der ihre sexuellen Wünsche befriedigt. Die beiden beginnen eine Beziehung, später offenbart er ihr allerdings, dass er bald heiraten wird, was sie zuerst enttäuschend aufnimmt, dann aber akzeptiert. An seinen vielen Tätowierungen ist zu erkennen, dass er ein Mitglied der Yakuza ist. Kazu bittet Margaret am Tag der Abschlussfeier ihrer Schüler, den Tag mit ihm in Kyōto zu verbringen. Unschlüssig, die Abschlussfeier zu schwänzen, stimmt Margaret zu. Mit dem Zug fahren sie zum Kiyomizu-dera-Tempel. Er zeigt ihr den „Schoß des Buddha“, einen beleuchteten Stein am Ende eines Tunnels, und erklärt ihr die Symbolik des Steins. Auf der Rückfahrt, während Margaret schläft, verlässt Kazu den Zug und lässt sie verzweifelt zurück. Als sie zur Arbeit zurückkehrt, muss sie feststellen, dass sie entlassen und durch einen Mann ersetzt wurde. Margarets Zustand verschlechtert sich, als ihre Freundin Ines ihr mitteilt, sie werde Japan verlassen.
Zufällig sieht sie Kazu, der sich von seiner Familie verabschiedet, auf der Straße und folgt ihm unbemerkt in ein Liebeshotel. Kazu findet und tadelt Margaret dafür, dass sie ihm gefolgt ist und sagt ihr, nachdem sie Sex miteinander hatten, dass es zwischen ihnen aus ist. Als Margaret in ihre Wohnung zurückkehrt und einen Räumungsbescheid vorfindet, nimmt sie einen Job als Animierdame in einer Bar für Geschäftsleute an, fühlt sich aber unwohl, betrinkt sich und geht wortlos. Nun obdachlos, trifft Margaret auf Liams Freundin Louise, die ihr erzählt, dass Liams Visum abgelaufen ist und er abgeschoben wurde. Später irrt Margaret nachts betrunken und ziellos durch Tokio.
In einem dunklen Tunnel folgt ihr derselbe Mann, wie am Anfang der Geschichte. Sie bleibt stehen, steckt sich eine Zigarette in den Mund und sucht in ihren Taschen nach einem Feuerzeug. Der Mann nähert sich ihr und bietet Feuer an, daraufhin fragt sie ihn: „Nimmst du mich mit in ein Love Hotel?“ Der Mann lächelt und bejaht ihre Fragen. Dieses Mal gehen sie wirklich in ein Hotel, sie zieht sich aus, legt sich auf das Bett und der Mann fesselt sie. Als er meint, dass er sie jetzt töten könnte, bittet sie ihn, es zu tun, doch dann betritt Kazu, der ihr heimlich gefolgt ist, das Zimmer, schlägt den Mann bewusstlos und befreit sie von ihren Fesseln. Seine rechte Hand ist verbunden und es ist zu erkennen, dass ihm der kleine Finger fehlt. Margaret beschließt, einen Neuanfang zu wagen und verlässt Tokio. Im Flugzeug ruft sie Kazu an, um ihm zu sagen, dass sie nun die Symbolik des „Schoßes des Buddha“ versteht und sich endlich wiedergeboren fühlt, bevor sie sich von ihm verabschiedet. Sie bemerkt Tamiko, eine ihrer ehemaligen Schülerinnen, als ihre Flugbegleiterin und die beiden lächeln sich an.

## Produktion und Veröffentlichung

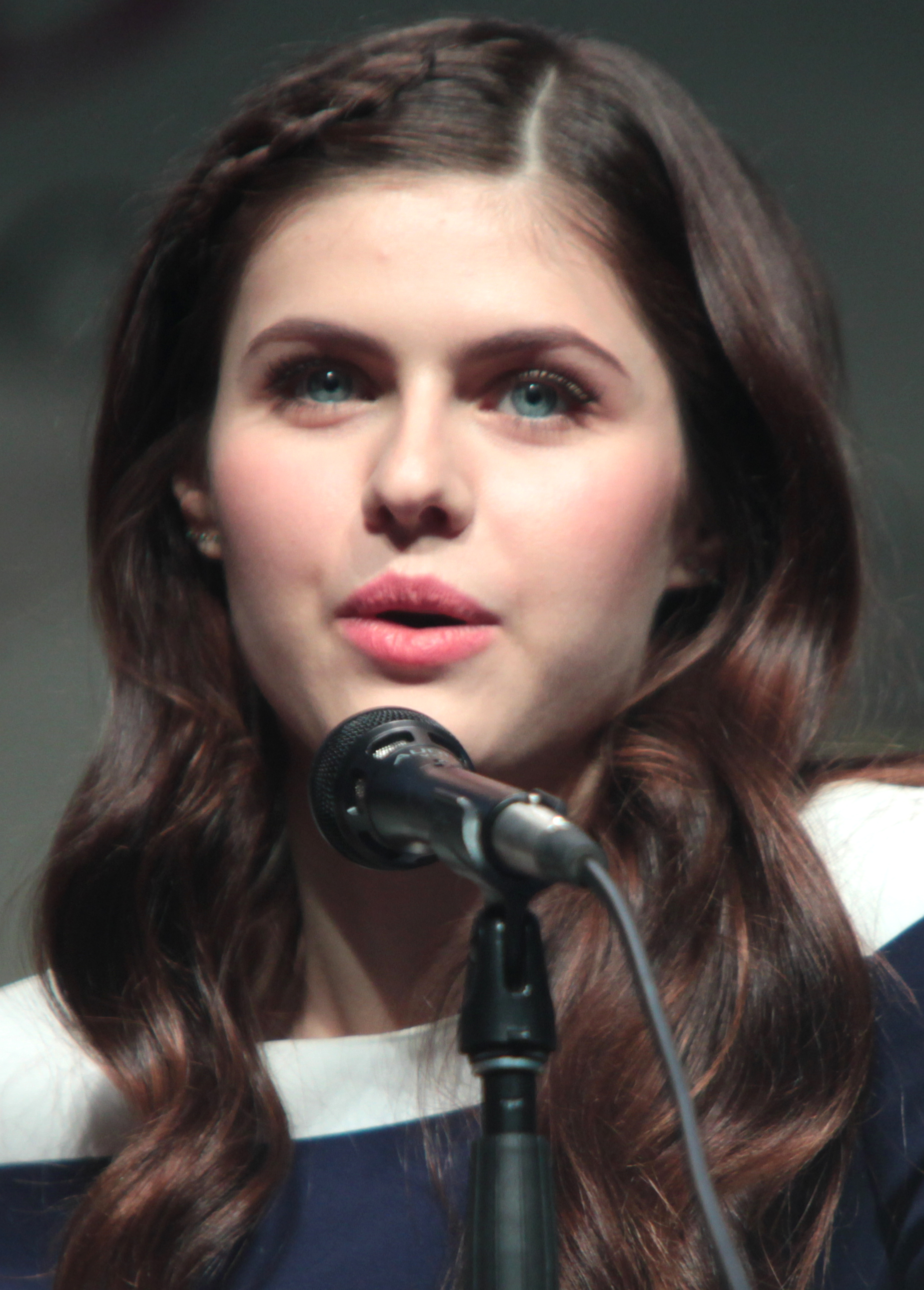
Alexandra Daddario 2015

Der Film sollte schon 2009 gedreht werden, kam jedoch nie in die Produktion. Im Oktober 2017 wurde bekannt, dass Alexandra Daddario die Hauptrolle in einer neu produzierten Adaption übernehmen wird. Hanrahan wurde für die Adaption ihres Romans engagiert und William Olsson für die Regie. Der Rest der Besetzung, darunter Carice van Houten und Takehiro Hira, kam im November 2017 hinzu. Die Dreharbeiten fanden vom 27. Oktober bis zum 15. Dezember 2017 in Tokio und Kyoto, Japan, statt.
Lost Girls and Love Hotels wurde am 4. September 2020 veröffentlicht.

## Rezeption
Bei Rotten Tomatoes hat der Film eine Zustimmungsrate von 48 Prozent, basierend auf 21 Kritiken, mit einer durchschnittlichen Punktzahl von 5,6/10. Bei Metacritic hat der Film eine Zustimmungsrate von 57/100, basierend auf sechs Kritiken, was auf „gemischte oder durchschnittliche Kritiken“ hinweist.